# Grammocephalus
Grammocephalus ist eine Gattung der Hakenwürmer, die im Magen oder den Gallengängen von Afrikanischen Elefanten, Asiatischen Elefanten und Spitzmaulnashörnern parasitieren.

## Merkmale
Grammocephalus hate eine verlängerte, trichterförmige Mundhöhle mit kleinem Dorsalkonus und einer Formation von Leisten. Im Gegensatz zu Bathmostomum geht am Übergang von Ösophagus und Darm ein nach vorn ziehender Blinddarm aus. Die externodorsale Rippe der Bursa copulatrix entspringt weiter hinten als die Teilung der Dorsalrippe.

## Systematik
Bathmostomum wird von Hodda (2022) in die Tribus Bunostomini und die Untertribus Bunostominii eingeordnet. Die Tribus Bunostomini war von Arthur Looss 1911 zur Unterfamilie Bunostominae erhoben worden, nach der neueren Systematik sind sie wieder als Tribus in die Hakenwürmer (Ancylostomatinae) integriert. Die Gattung enthält drei Arten. Diese sind:
- Grammocephalus clathratus Baird, 1868; Wirt Afrikanischer Elefant
- Grammocephalus hybridatus van der Vesthuysen, 1938; in den Gallengängen beim Asiatischen Elefant
- Grammocephalus intermedius Neveu-Lemaire, 1924; Wirt afrikanische Nashörner